# Tabanus notatus
Tabanus notatus är en tvåvingeart som beskrevs av Ricardo 1915. Tabanus notatus ingår i släktet Tabanus och familjen bromsar. Inga underarter finns listade i Catalogue of Life.